# Lisa Schulte
Pour les articles homonymes, voir Schulte.
Lisa Schulte, née le 13 décembre 2000 à Ratisbonne en Allemagne, est une lugeuse autrichienne. Son frère Bastian est également lugeur.

## Carrière
En 2015, elle commence à concourir pour l'équipe nationale autrichienne dans les différentes catégories de jeunes dans la spécialité en simple, obtenant comme meilleurs résultats la seizième place au classement final de la Coupe du monde de la jeunesse en 2015/16 et la deuxième chez les juniors en 2017. /18. Elle remporte deux médailles aux championnats du monde juniors : une médaille d'or dans l'épreuve par équipe à Innsbruck 2019 et une médaille d'argent dans l'épreuve individuelle à Oberhof 2020.
Elle fait ses débuts en coupe du monde séniors lors de la saison 2019/20, le 23 novembre 2019 à Igls, terminant la compétition en simple à la sixième place et remportant son premier podium le lendemain dans la compétition par équipe, se classant deuxième avec ses compatriotes Jonas Müller, Thomas Steu et Lorenz Koller. En février 2020, elle participe aux championnats du monde avec une seizième place.
L'année suivante, elle améliore son classement aux championnats du monde à Schönau am Königssee avec une onzième place en simple et une huitième dans l'épreuve sprint ; ce classement lui vaut également la médaille d'argent au classement spécial réservé aux athlètes espoirs de moins de 23 ans. Au classement général de la Coupe du monde 2020/2021, Schulte termine à la onzième place, ce qui en fait la deuxième meilleure Autrichienne derrière Madeleine Egle.
Lors de la première course de la saison 2021/22 à Pékin, elle prend la troisième place et monte sur son premier podium individuel. Elle est retenu dans la délégation autrichienne pour les Jeux olympiques 2022 avec Madeleine Egle et Hannah Prock ; elle termine la course à la sixième place (+1,431 s) remporté par Natalie Geisenberger, l'Autriche occupant les places 4,5 et 6. Madeleine Egle sera retenu pour le relais par équipe.
Elle remporte le titre en monoplace aux Championnats du monde de luge 2024 à Altenberg.

## Palmarès

### Championnats du monde
- médaille d'or en individuel en 2024.

### Coupe du monde
- 6 podiums individuels : 
  - en simple : 1 victoire, 1 deuxième place et 4 troisièmes places.
- 2 podiums en simple mixte : 1 victoire et 1 troisième place.
- 1 podium en relais : 1 deuxième place.